# Sheikhpura
Sheikhpura là một thành phố và khu đô thị của quận Sheikhpura thuộc bang Bihar, Ấn Độ.

## Nhân khẩu
Theo điều tra dân số năm 2001 của Ấn Độ, Sheikhpura có dân số 43.042 người. Phái nam chiếm 53% tổng số dân và phái nữ chiếm 47%. Sheikhpura có tỷ lệ 51% biết đọc biết viết, thấp hơn tỷ lệ trung bình toàn quốc là 59,5%: tỷ lệ cho phái nam là 60%, và tỷ lệ cho phái nữ là 42%. Tại Sheikhpura, 18% dân số nhỏ hơn 6 tuổi.